# Afonso Henriques de Lima Barreto
Afonso Henriques de Lima Barreto (Rio de Janeiro, 21 mai 1881 - Rio de Janeiro, 1er novembre 1922), plus connu sous le nom de plume Lima Barreto, fut un journaliste et écrivain brésilien pré-moderniste. Tombant dans l'alcoolisme et la dépression, il est mort le 1er novembre 1922.

## Œuvres
- 1905 - O Subterrâneo do Morro do Castelo
- 1909 - Recordações do Escrivão Isaías Caminha
- 1911 - O Homem que Sabia Javanês e outros contos
- 1915 - Triste Fim de Policarpo Quaresma
- 1919 - Vida e Morte de M. J. Gonzaga de Sá
- 1920 - Cemitério dos Vivos
- 1920 - Histórias e Sonhos
- 1923 - Os Bruzundangas
- 1948 - Clara dos Anjos (póstumo)
- 1952 - Outras Histórias e Contos Argelinos
- 1953 - Coisas do Reino de Jambom